# Bernhard Konik
Bernhard Konik (* 10. April 1960) ist ein ehemaliger deutscher Fußballspieler. In der höchsten Spielklasse des DDR-Fußballs, der Oberliga, spielte er für Wismut Aue und den FC Rot-Weiß Erfurt. Einmal lief der Defensivakteur in der DDR-Nationalmannschaft auf.

## Sportliche Laufbahn

### Gemeinschafts-, Club- und Vereinsstationen
Bernhard Konik wurde 1960 in der Volksrepublik Polen nahe Katowice geboren. Ein Jahrzehnt später zog er mit seiner Familie in die DDR. Zunächst begann er Anfang der 1970er-Jahre für die Betriebssportgemeinschaft (BSG) Wismut Gera organisiert Fußball zu spielen. Bereits kurze Zeit später wurde das Talent auf der Kinder- und Jugendsportschule in Jena aufgenommen und war für den FC Carl Zeiss im Nachwuchs am Ball. Nach seiner Rückkehr aus Jena, die nach eigenen Aussagen Resultat eines „nicht ganz so guten, leistungssportlichen Verhaltens“ war, etablierte sich Konik schnell in der 1. Männermannschaft von Wismut Gera in der zweitklassigen Liga. 1980 klopfte er mit der Elf aus der Bezirkshauptstadt am Tor zur höchsten ostdeutschen Spielklasse an, scheiterte aber in der Aufstiegsrunde. Trägerbetrieb der dortigen BSG war die SDAG Wismut, ein sowjetisch-deutsches Uran-Bergbauunternehmen, dessen Fußballleistungszentrum die BSG Wismut Aue war. Nachdem der junge Abwehrspieler in Gera durch gute Leistungen aufgefallen war, wurde er nach seiner NVA-Zeit, während der Konik für die ASG Vorwärts Gera auflief, 1982 den Gegebenheiten des DDR-Fußballs folgend zum Leistungszentrum Aue delegiert.
Im November 1982 debütierte er für die Sachsen in der Oberliga und konnte sich sofort in der Stammelf etablieren. Nach der Rückkehr von einer Rotsperre im Frühjahr 1983 war Konik aus dem Team nicht mehr wegzudenken. In der Saison 1984/85 bestritt er mit 31 Einsätzen seine meisten Pflichtspiele für die Wismut-Mannschaft. Es war auch für Wismut Aue ein erfolgreiches Jahr, man wurde Gruppensieger im europäischen Intertoto-Cup und landete nach Abschluss der Oberligasaison auf dem 4. Platz, der beste Rang seit zwölf Jahren. Konik blieb bis zum Ende der Saison 1989/90 als Stammspieler in Aue. In diesen neun Jahren bestritt der Instandhaltungsmechaniker 200 Pflichtspiele, davon 166 Oberligapunktspiele und 34 nationale wie internationale Pokalspiele.
Da Aue im Frühjahr 1990 abstieg und sich der nun als FC Wismut agierende Verein nicht um den Spieler – inzwischen Ingenieur-Fernstudent – bemühte, ging Konik zum FC Rot-Weiß Erfurt, der die Saison als 11. abgeschlossen hatte. 1990/91 wurde die letzte DDR-Oberligasaison durchgeführt, ehe in Ostdeutschland nach der deutschen Wiedervereinigung der Fußballspielbetrieb vom DFB übernommen wurde. In dieser Spielzeit bestritt Konik noch einmal 22 Oberligaspiele für Erfurt und erreichte mit seiner Mannschaft den 3. Rang, für ihn die beste Platzierung seiner Karriere. Mit dem 3. Platz hatte sich Rot-Weiß Erfurt für die 2. Bundesliga 1991/92 qualifiziert, doch der inzwischen 31-jährige Konik wurde in der Bundesligamannschaft nicht mehr eingesetzt. Darauf beendete er im Sommer 1992 seine Laufbahn als aktiver Fußballspieler.

### Auswahleinsätze
Für Konik brachte der Herbst 1984 seinen Einstand auf internationaler Bühne im Männerbereich für den DFV. Am 12. September 1984 wurde er in einem Freundschaftsspiel der DDR-Nationalmannschaft gegen Griechenland eingesetzt. Als linker Verteidiger erlebte er in Zwickau einen 1:0-Sieg. Allerdings hatte er auf seiner Position mit dem Leipziger Uwe Zötzsche und dem Dresdner Matthias Döschner so starke Konkurrenten, sodass es zu keinen weiteren Länderspielen kam. Begünstigt wurde Koniks Länderspieldebüt durch die Tatsache, dass die DDR am gleichen Tag mit den eigentlichen Stammspielern ein zweites Länderspiel gegen England absolvierte (0:1). Neben Konik profitierten von dieser Tatsache noch Wolfgang Benkert, Armin Romstedt und Norbert Rudolph. Auch für diese Spieler blieb es bei einem Länderspieleinsatz.

## Berufliche Laufbahn
Nach seiner Karriere als Fußballer arbeitete der zweifache Vater, dessen Frau Rechtsanwältin ist, zunächst im eigenen Unternehmen für Leuchtreklamen und später in Erfurt in der Versicherungsbranche.